# Gran Premio motociclistico dell'Ulster 1959
Il Gran Premio motociclistico dell'Ulster fu il settimo e penultimo appuntamento del motomondiale 1959.
Si svolse i'8 agosto 1959 sul Circuito di Dundrod. Erano in programma solo tutte le classi disputate in singolo.
Le vittorie furono di John Surtees sulla MV Agusta che si impose sia nella classe 500 che nella classe 350, di Gary Hocking su MZ nella 250 e di Mike Hailwood su Ducati (al suo primo successo nel motomondiale) in 125. Nelle due classi di minor cilindrata era peraltro assente la squadra ufficiale della MV Agusta dopo che i suoi piloti si erano già assicurati matematicamente i relativi titoli iridati; curiosamente, sempre in queste due classi, il podio fu composto dagli stessi tre piloti, seppure con posizioni mescolate.

## Classe 500
Furono alla partenza del gran premio 45 piloti, di cui 26 vennero classificati al termine della gara; tra i ritirati di rilievo vi furono Gary Hocking, Jim Redman, Paddy Driver, Jack Findlay, John Hartle e Tom Phillis.

### Arrivati al traguardo (prime 10 posizioni)
| Pos. | Pilota         | Moto      | Tempo      | Punti |
| ---- | -------------- | --------- | ---------- | ----- |
| 1    | John Surtees   | MV Agusta | 1h 33:24.0 | 8     |
| 2    | Bob McIntyre   | Norton    | + 29.0     | 6     |
| 3    | Geoff Duke     | Norton    | + 2:41.0   | 4     |
| 4    | Terry Shepherd | Norton    | + 3:31.0   | 3     |
| 5    | Bob Brown      | Norton    | + 4:19.0   | 2     |
| 6    | Alastair King  | Norton    | + 4:30.0   | 1     |
| 7    | Dickie Dale    | BMW       | + 1 giro   |       |
| 8    | John Hempleman | Norton    | + 1 giro   |       |
| 9    | Alan Shepherd  | Matchless | + 1 giro   |       |
| 10   | Ralph Rensen   | Norton    | + 1 giro   |       |

## Classe 350
Tra i ritirati di rilievo vi furono Mike Hailwood, John Hartle, Bob McIntyre, Alan Shepherd e Alastair King.

### Arrivati al traguardo (posizioni a punti)
| Pos. | Pilota         | Moto      | Tempo      | Punti |
| ---- | -------------- | --------- | ---------- | ----- |
| 1    | John Surtees   | MV Agusta | 1h 37' 29" | 8     |
| 2    | Bob Brown      | Norton    |            | 6     |
| 3    | Geoff Duke     | Norton    |            | 4     |
| 4    | Dickie Dale    | AJS       |            | 3     |
| 5    | Tom Phillis    | Norton    |            | 2     |
| 6    | John Hempleman | Norton    |            | 1     |

## Classe 250
Solamente i primi quattro piloti classificati passarono regolarmente la linea del traguardo.

### Arrivati al traguardo (posizioni a punti)
| Pos. | Pilota        | Moto       | Tempo   | Punti |
| ---- | ------------- | ---------- | ------- | ----- |
| 1    | Gary Hocking  | MZ         | 59' 49" | 8     |
| 2    | Mike Hailwood | FB Mondial |         | 6     |
| 3    | Ernst Degner  | MZ         |         | 4     |
| 4    | Tommy Robb    | MZ         |         | 3     |
| 5    | Phil Carter   | NSU        |         | 2     |
| 6    | Günter Beer   | Adler      |         | 1     |

## Classe 125
L'ottavo di litro fu anche in questa occasione la prima delle gare disputate nella giornata; come squadre ufficiali al via erano presenti solo MZ e Ducati.

### Arrivati al traguardo (posizioni a punti)
| Pos. | Pilota         | Moto   | Tempo   | Punti |
| ---- | -------------- | ------ | ------- | ----- |
| 1    | Mike Hailwood  | Ducati | 54' 19" | 8     |
| 2    | Gary Hocking   | MZ     |         | 6     |
| 3    | Ernst Degner   | MZ     |         | 4     |
| 4    | Ken Kavanagh   | Ducati |         | 3     |
| 5    | Alberto Pagani | Ducati |         | 2     |
| 6    | Arthur Wheeler | Ducati |         | 1     |